# ثابو سيبتيمبر (فنان)
ثابو سيبتيمبر (بالسويدية: Petra Marklund)‏ (و. 1984  م) هي مغنية، وملحنة، ومقدمة تلفزيونية سويدية، ولدت في ستوكهولم.

## وصلات خارجية
- سبتمبر على موقع IMDb (الإنجليزية)
- سبتمبر على موقع ميوزك برينز (الإنجليزية)
- سبتمبر على موقع ميوزك برينز (الإنجليزية)
- سبتمبر على موقع أول ميوزيك (الإنجليزية)
- سبتمبر على موقع ديسكوغز (الإنجليزية)
- سبتمبر على موقع ديسكوغز (الإنجليزية)
- سبتمبر على موقع قاعدة بيانات الفيلم (الإنجليزية)

- ثابو سيبتيمبر في قاعدة بيانات الأفلام على الإنترنت